# Hospital General Dr. Vinicio Calventi
El Hospital General Doctor José Vinicio Calventi es un hospital general público de atención de tercer nivel localizado en el municipio de Los Alcarrizos en Santo Domingo, República Dominicana. En la actualidad es una institución descentralizada del gobierno central bajo la supervisión del Servicio Nacional de Salud (SNS) de la República Dominicana.

## Historia
La construcción de un hospital en la zona de Los Alcarrizos había sido iniciada en 1990 sin embargo fue finalmente culminada el 15 de julio de 2007 durante el gobierno de Leonel Fernández con una inversión total de RD$557 millones (U$17 millones de la época), en su momento contó con 248 camas hábiles, 8 para cuidados intensivos y una para aislamiento.
- Datos: Q97126930